# Amelia Acosta
Amelia Elizabeth Acosta (Provincia de Salta, 1972) más conocida como Melita Acosta es una dirigente política argentina que se desempeñó como diputada provincial por el departamento Orán en la Cámara de Diputados de la Provincia de Salta.

## Biografía
Amelia está casada con Julio César Villalba, con quien tiene cuatro hijos: Julito, Facundo, Franco y Octavio. Estudió comunicación social, fue conductora de televisión en Canal 11 de Salta y el recordado Magic kids.
Ingresó a política en el año 2009 y su primera incursión como candidata fue en ese mismo año cuando se presentó como segunda candidata a concejal de San Ramón de la Nueva Orán en la lista del Partido Justicialista por detrás de Ramón Roque Ruiz. Los resultados obtenidos le sirvieron para obtener su primer cargo electivo.
En 2011 buscó la reelección siendo la segunda candidata a concejal por detrás de  Gustavo Ruiz en las filas del justicialismo. En la categoría la lista de Ruiz-Acosta ganó por encima de la lista de los renovadores Tártalo-Bruno. De todas maneras fruto de la alianza Justicialista-Renovadora ambas listas de concejales apoyaban al intendente Marcelo Lara Gros que en ese año consiguió su primera reelección. Fue nombrada además presidente del concejo deliberante de San Ramón de la Nueva Orán.
En 2013 Melita pasó a formar parte de las filas del PRO salteño. Encabezó la lista de candidatos a diputados provinciales por el departamento Orán y logró en las PASO superar el umbral de votos al obtener 3.527 voluntades. En las generales los 3.305 votos no le alcanzaron para obtener una de las tres bancas en juego que quedaron en manos de los dos espacios más votados (El MPU encabezado por Baltasar Lara Gros se quedó con dos bancas y el olmedismo se quedó con la tercera).
Melita volvió a intentar llegar a la Cámara de Diputados de la Provincia de Salta en el año 2017 cuando fue partícipe de la interna de Un Cambio para Salta. Acosta salió segunda con 4.158 votos y superó a otros dirigentes de peso como Mabel Bruno y Antonio Hucena pero de todas maneras fue ampliamente superada por Sebastián Domínguez que había logrado 8.120 votos. En las elecciones generales Amelia fue la segunda candidata de Domínguez y a pesar de que salieron segundos en la categoría con 15.124 votos no fueron suficientes para obtener dos escaños pero sí uno. Por lo tanto en dichas elecciones las tres bancas en juego fueron para Baltasar Lara Gros, Sebastián Domínguez e Iván Mizzau.
Dos años más tarde, en 2019, Domínguez fue candidato a intendente de Pichanal y finalmente obtuvo el puesto a través del voto popular por lo tanto Amelia tuvo que asumir como diputada provincial el 11 de diciembre de 2019 para finalizar el mandato legislativo, es decir hasta diciembre de 2021. Integró el bloque Salta Tiene Futuro y cuando su partido (el PRO) se distanció del gobernador Amelia no abandonó el bloque saencista para conformar junto a Gladys Moisés el bloque PRO.
En las elecciones de 2021 Amelia no fue candidata a renovar su banca sino que fue la segunda candidata a convencional constituyente del departamento Orán en la lista del frente Unidos por Salta acompañando a Baltasar Lara Gros, otrora rival, que encabezó la lista del frente. Resultó electa convencional constituyente y conformó el bloque Unidos por Salta siendo la vicepresidenta primera de la convención constituyente.
Acosta se lanzó en una doble candidatura ya que simultáneamente fue candidata a convencional constituyente y diputada nacional en segundo término por detrás de Nicolás Avellaneda en una lista de afiliados al PRO pero respondientes al gobernador Sáenz. Finalmente fueron el espacio menos votado en la interna por detrás de Zapata, Liendo y Chibán.
En diciembre de 2021 y luego de culminar su mandato como diputada provincial y como convencional constituyente asume como secretaria de participación ciudadana de la Provincia de Salta en reemplazo del renunciante Adrián Zigarán que había asumido como interventor en distintos municipios (Aguaray primero y luego Salvador Mazza).
En el recambio del gabinete de Gustavo Sáenz a inicios de su segundo mandato al frente de la provincia Amelia fue reemplazada por otro norteño, Iván Mizzau al frente de la secretaría de participación ciudadana.